# Eemnesserweg 13 (Baarn)
Het pand Eemnesserweg 13 en 13a is een gemeentelijk monument in Baarn in de provincie Utrecht.
Het pand is rond 1890 gebouwd en hoort bij de oude agrarische bebouwing van Baarn langs de Eemnesserweg die naar de Baarnse Brink voert. In het pand was in de 20e eeuw houthandel Seezink gevestigd.
In 2012 zijn deze panden en die op nummer 11 geheel gerenoveerd en kreeg, met de achter dit pand gebouwde woningen, toen de naam Houthof.